# Słodkokwiat
Słodkokwiat, hedypnois (Hedypnois Mill.) – rodzaj roślin należący do rodziny astrowatych. Obejmuje 4 gatunki. Zasięg rodzaju obejmuje Wyspy Kanaryjskie, Maderę, basen Morza Śródziemnego i południowo-zachodnią Azję po Iran na wschodzie. Najszerszy areał występowania ma słodkokwiat francuski H. rhagadioloides i ten gatunek też został szeroko rozprzestrzeniony poza naturalnym zasięgiem – rośnie w Europie Zachodniej i Środkowej, na południu Stanów Zjednoczonych, w Urugwaju, w Południowej Afryce oraz w Australii. Występuje także w Polsce jako gatunek przejściowo zawlekany, przy czym wymieniany jest pod różnymi nazwami synonimicznymi.
Rośliny suchych siedlisk, wydm, nieużytków, gruntów uprawianych i odłogowanych, przydroży, garigu.

## Morfologia
PokrójRośliny roczne, owłosione o łodydze ulistnionej, rzadko rozgałęziającej się, płożącej lub podnoszącej się lub z koszyczkiem na głąbiku wyrastającym z rozety przyziemnej.
LiścieRozmieszczone skrętolegle wzdłuż pędu lub skupione w rozecie przyziemnej. Blaszki całobrzegie do ząbkowanych i pierzasto wcinanych.
KwiatySkupione w pojedynczy, szczytowy koszyczek, zwykle na długiej i bezlistnej szypule. Okrywy dzwonkowate, z listkami w dwóch rzędach, przy czym zewnętrzne są mniejsze, a wewnętrzne większe, łódeczkowate, powiększające się w czasie owocowania. Dno kwiatostanu nagie – bez plewinek i włosków. Wszystkie kwiaty języczkowe, żółte.
OwoceNiełupki wydłużone, wygięte i żeberkowane. Zewnętrzne otulane są listkami okrywy, podczas gdy wewnętrzne swobodnie wypadają po dojrzeniu. Owoce zewnętrzne mają puch kielichowy zredukowany do postaci koronki na szczycie owocu, natomiast na owocach wewnętrznych ma on postać kilku szorstkich ości. Owoce są bez dzióbka.

## Systematyka
Pozycja systematyczna
Rodzaj z podplemienia Hypochaeridinae, plemienia Cichorieae z podrodziny Cichorioideae z rodziny astrowatych Asteraceae. Gatunek H. rhagadioloides jest bardzo zmienny, czego efektem jest opisanie go pod wieloma nazwami. Analizy molekularne wykazały, że rodzaj najwyraźniej jest zagnieżdżony w obrębie wąsko ujmowanego rodzaju brodawnik Leontodon, czyniąc z niego takson parafiletyczny. W tej sytuacji zaproponowano włączenie gatunków tu zaliczanych do Leontodon.
Wykaz gatunków
- Hedypnois arenaria DC.
- Hedypnois arenicola Sennen & Mauricio
- Hedypnois caspica Hornem.
- Hedypnois rhagadioloides (L.) F.W.Schmidt – słodkokwiat francuski, s. cypryjski[4], hedypnois montpelierski[5]